# Damernas bom i gymnastik vid olympiska sommarspelen 2008
Damernas bom i gymnastik vid olympiska sommarspelen 2008 avgjordes den 19 augusti.

## Medaljörer
| Gren         | Guld              | Silver            | Brons          |
| Damernas bom | Shawn Johnson USA | Nastia Liukin USA | Cheng Fei Kina |

## Final
| Placering | Gymnast                  | A-poäng | B-poäng | Straff | Totalt |
| --------- | ------------------------ | ------- | ------- | ------ | ------ |
|           | Shawn Johnson (USA)      | 7.000   | 9.225   |        | 16.225 |
|           | Nastia Liukin (USA)      | 6.600   | 9.425   |        | 16.025 |
|           | Cheng Fei (CHN)          | 6.800   | 9.150   |        | 15.950 |
| 4         | Anna Pavlova (RUS)       | 6.800   | 9.100   |        | 15.900 |
| 5         | Gabriela Drăgoi (ROU)    | 6.500   | 9.125   |        | 15.625 |
| 6         | Li Shanshan (CHN)        | 7.000   | 8.300   |        | 15.300 |
| 7         | Ksenija Afanasieva (RUS) | 5.800   | 9.025   |        | 14.825 |
| 8         | Koko Tsurumi (JPN)       | 6.300   | 8.150   |        | 14.450 |

## Kvalificerade tävlande
| Placering | Gymnast                  | A-poäng | B-poäng | Straff | Totalt |
| --------- | ------------------------ | ------- | ------- | ------ | ------ |
| 1         | Li Shanshan (CHN)        | 7.000   | 9.125   |        | 16.125 |
| 2         | Nastia Liukin (USA)      | 6.600   | 9.375   |        | 15.975 |
| 3         | Shawn Johnson (USA)      | 6.900   | 9.075   |        | 15.975 |
| 4         | Cheng Fei (CHN)          | 6.700   | 9.275   | 0.100  | 15.875 |
| 5         | Anna Pavlova (RUS)       | 6.700   | 9.125   |        | 15.825 |
| 6         | Ksenija Afanasieva (RUS) | 6.600   | 9.175   |        | 15.775 |
| 7         | Gabriela Drăgoi (ROU)    | 6.500   | 8.950   |        | 15.450 |
| 8         | Koko Tsurumi (JPN)       | 6.500   | 8.925   |        | 15.425 |